# Bistum Melipilla
Das Bistum Melipilla (lateinisch Dioecesis Melipillensis, spanisch Diócesis de Melipilla) ist eine in Chile gelegene Diözese der römisch-katholischen Kirche mit Sitz in Melipilla.

## Geschichte
Das Bistum Melipilla wurde am 4. April 1991 durch Papst Johannes Paul II. mit der Apostolischen Konstitution Quo Aptius aus Gebietsabtretungen des Erzbistums Santiago de Chile errichtet und diesem als Suffraganbistum unterstellt.

## Bischöfe von Melipilla
- Pablo Lizama Riquelme, 1991–1999, dann Militärbischof von Chile
- Enrique Troncoso Troncoso, 2000–2014
- Cristián Contreras Villarroel, seit 2014